# Discosphaerina cytisi
Discosphaerina cytisi är en svampart som först beskrevs av Karl Wilhelm Gottlieb Leopold Fuckel, och fick sitt nu gällande namn av Sivan. 1984. Discosphaerina cytisi ingår i släktet Discosphaerina och familjen Dothioraceae.   Inga underarter finns listade i Catalogue of Life.
I den svenska databasen Dyntaxa används istället namnet Guignardia cytisi för samma taxon.  Arten är reproducerande i Sverige.